# Halgerda guahan
Espèce
Halgerda guahan est une espèce de nudibranche du genre Halgerda et de la famille des Discodorididae.

## Répartition géographique
Cette espèce semble endémique de l'île de Guam.

## Habitat
Halgerda guahan se rencontre à une profondeur moyenne de 8 m mais peut être observée jusqu'à 15 m.

## Description
Halgerda guahan mesure en moyenne de l'ordre de 43 mm et peut mesurer jusqu'à 64 mm.

### Morphologie externe
Le corps, de forme ovale, présente une texture gélatineuse et ferme. Il est convexe et s'incline progressivement depuis la mince bordure du manteau vers le milieu du dos. Le manteau, légèrement irrégulier, est large et évasé. Le dos arbore une série de crêtes basses et de dépressions sans tubercules. Une crête centrale s'étend de l'avant des rhinophores presque jusqu'aux branchies. Deux zones striées polygonales sont localisées de chaque côté de cette crête médiane et une zone polygonale incomplète contient les rhinophores. D'autres crêtes s'étendent transversalement des polygones vers la marge du manteau. Des dépressions peu profondes sont présentes à l'intérieur de chaque polygone et entre les crêtes transversales. Les crêtes présentent 16 points de convergence majeurs, quatre le long de la ligne médiane et six de chaque côté de celle-ci. Le pied mesure un peu plus du tiers de la largeur de l'animal et il se termine par une queue arrondie qui est parfois visible. L'avant du pied arbore une rainure transversale avec la lame supérieure fendue au milieu. Les tentacules oraux sont digitiformes. La base des rhinophores est courte et trapue. Le club des rhinophores est mince et incliné vers l'arrière. L'arbre branchial présente quatre branchies, les deux postérieures étant séparées à environ un tiers de la base. Les gaines branchiales et rhinophorales sont basses et simples.

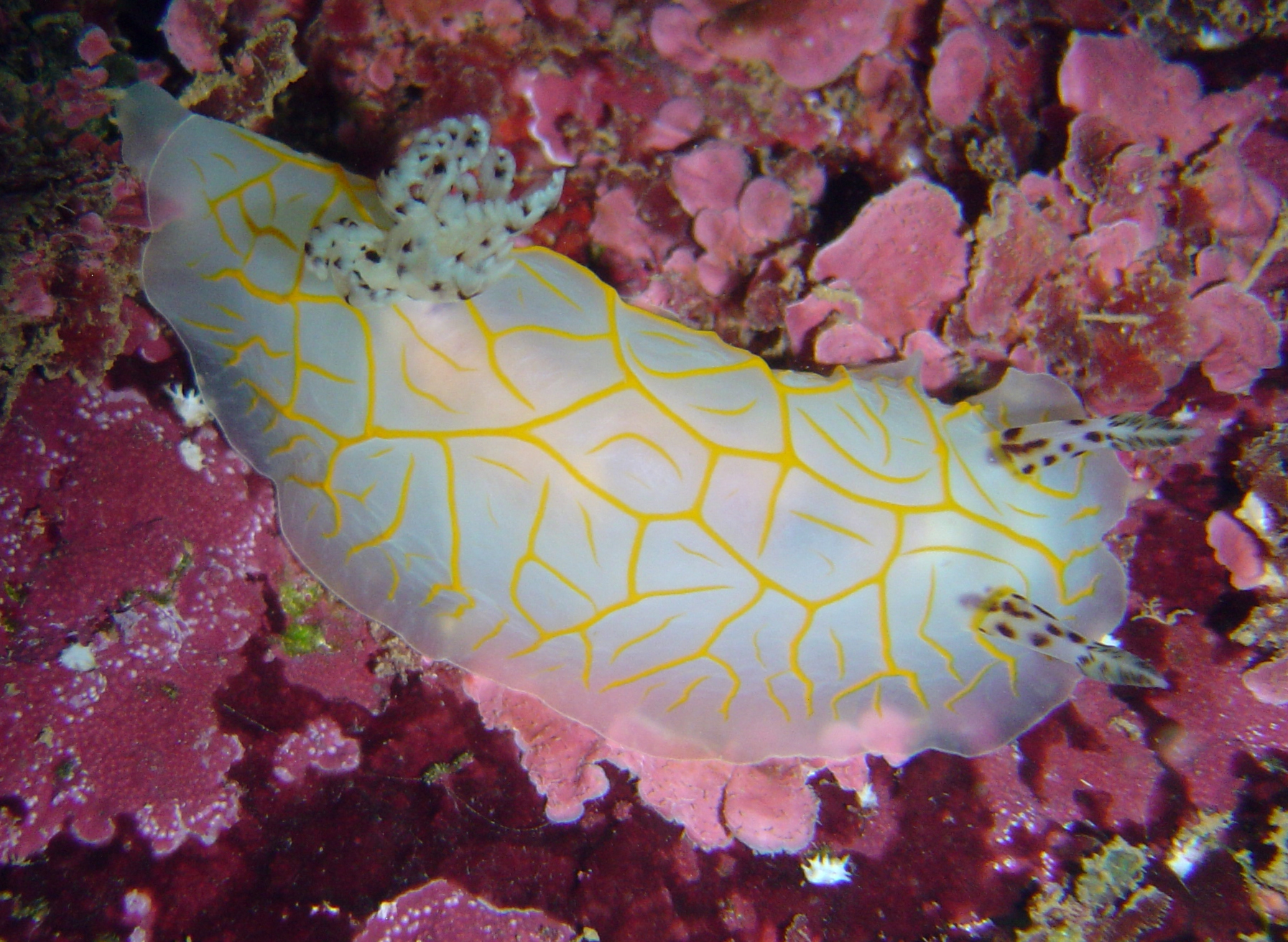
Halgerda guahan (Guam)

Le corps est blanc translucide et presque transparent au niveau de la marge du manteau. La couleur brun rosé à brun violacé des viscères est visible à travers la surface dorsale. La marge du manteau est bordée d'une fine ligne blanche opaque. Toutes les crêtes sont bordées de jaune. Des lignes jaunes simples, irrégulières et courbes, sont visibles à l'intérieur des dépressions. Aucune ligne ne s'étend jusqu'au bord du manteau. Les rhinophores sont d'un blanc translucide avec des taches brunes sur la base et les lamelles. La partie postérieure de la base rhinophorale peut présenter une large ligne brune qui se poursuit sous forme de stries brunes sur les parties postérieures de la lamelle. La gaine rhinophorale est bordée de jaune. Les branchies sont translucides avec du blanc dispersé s'étendant sur le rachis et sur les pointes. Des taches brunes clairsemées sont également présentes sur les branchies. La gaine branchiale est blanche avec des lignes jaunes qui s'étendent sur le corps. Le dessous du corps, du pied et des tentacules buccaux, est d'un blanc translucide. Un petit point brun peut être présent entre les lames supérieure et inférieure à l'avant du pied. Des variations de couleur peuvent être observées mais semblent être le résultat de dommages à la surface dorsale qui provoquent la rupture et l'irrégularité des lignes jaunes sur les crêtes.

### Morphologie interne
Le sac tissulaire renfermant les viscères est transparent avec des taches brunes. L'estomac est gros et ovale. La prostate recouvre la bourse copulatrice. Le tube buccal est blanc et se courbe pour rejoindre le gros bulbe buccal musculaire. Le large sac radulaire incurvé s'étend depuis la partie postérieure ventrale du bulbe buccal. L'œsophage sort du bulbe buccal et fait une boucle dorsale pour pénétrer dans l'estomac par voie ventrale. L'intestin sort de la partie antérieure de l'estomac et s'incurve autour du côté droit de la glande digestive et continue vers l'arrière jusqu'à l'anus. En vue dorsale, le sommet de la bourse copulatrice brunâtre et de la prostate ainsi que le complexe de la glande femelle sont visibles à droite et en avant de l'estomac. L'aorte part de la glande sanguine puis traverse et est attachée au sommet de la bourse copulatrice recouverte de la prostate. Elle se poursuit ensuite sous l'intestin et s'étend vers l'arrière jusqu'au cœur situé à la base antérieure des branchies.
La formule radulaire varie de 50 x 49.0.49 à 46 x 45-47.0.45-47. Toutes les dents, à l'exception des trois latérales externes, sont simplement hamatées avec une bride sur le bord interne. Les 20 dents internes sont petites et augmentent progressivement en taille vers le centre de la demi-rangée. Il y a 26 grosses dents de taille identique puis trois petites dents latérales externes. La dent latérale la plus interne est plus petite que la plus externe. Les parois latérales les plus externes des dents sont composées de plaques aplaties, les deux dents externes ayant des sommets légèrement irréguliers. La plus interne de ces trois dents est irrégulière à l'apex, l'avant-dernière dent est légèrement denticulée, et la plus externe est très fine et apicalement denticulée.
Au sein du système reproducteur, le canal hermaphrodite se connecte à l'ampoule postérieure et à la masse génitale. La large ampoule se présente sous la forme d'un tube alambiqué et quelque peu aplati à l'arrière de la prostate et du complexe de la glande femelle. Ce tube se rétrécit et pénètre dans la masse génitale au niveau du complexe glandulaire où il rejoint la prostate. La prostate est blanchâtre et enveloppe puis se replie sous la bourse copulatrice. Un conduit étroit part de la même zone et se divise en deux conduits. Le premier, le canal utérin, s'étend vers l'avant où il pénètre dans la bourse copulatrice. Le second mène au réceptacle séminal qui est intégré dans la glande de la prostate entre la bourse copulatrice et le complexe de la glande féminine. Le long tube mince vers le séminome du réceptacle ovoïde forme une boucle le long du complexe de la glande et rejoint le séminome du réceptacle par l'arrière. Adjacent à l'entrée du canal utérin dans la bourse copulatrice se trouve le canal vaginal conduisant au vagin qui est enfermé dans une gaine musculaire avec le pénis plus petit. Le vagin présente une série de plis longitudinaux. Le long canal déférent sinueux s'étend du pénis à la prostate où il enveloppe la bourse copulatrice. Une large extension de la masse de la glande féminine conduit à l'ouverture génitale, où elle se termine dans l'oviducte. Le vagin, le pénis et l'oviducte partagent une ouverture commune à travers la paroi du corps.

## Espèce similaire
Halgerda guahan peut être confondue avec Halgerda graphica, qui arbore également des lignes orange sur un corps blanc.

## Publication originale
- Carlson, C. H., Hoff, P. J. 1993. Three new Halgerda species (Doridoidea: Nudibranchia) from Guam. The Veliger, 36(1): 16-26 [17]. (BHL)

L'épithète spécifique guahan est le nom de l'île de Guam en chamorro. 